# Moszkvai Nagyszínház
A moszkvai Nagyszínház (oroszul: Большой театр, Bolsoj tyeatr) a világ leghíresebb operaházainak egyike, Oroszország vezető zenés színháza Moszkvában, a Tyeatralnaja (Színház-) téren. Nyolcoszlopos klasszicista főhomlokzatával a főváros városképének egyik meghatározó épülete, az orosz opera- és balettművészet nagy hagyományú intézménye.

## Története

### A kezdetek

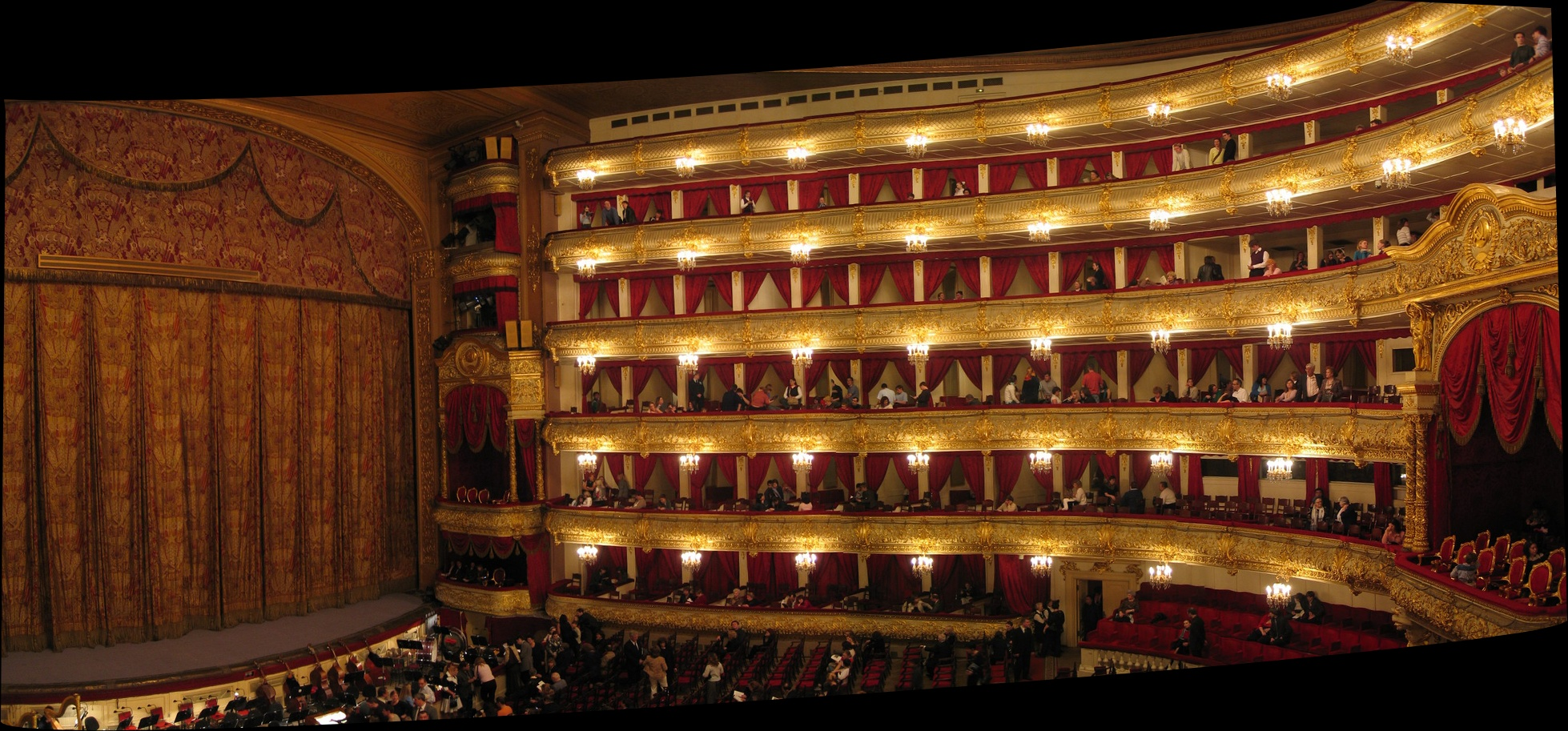
A színház nézőtere (2005. április 10.)

Pjotr Vasziljevics Uruszov herceg II. Katalin cárnőtől 1776-ban előjogot szerzett színházi előadások tartására Moszkvában. Hivatalosan ezt az évet tekintik a – gyakran egyszerűen Bolsojnak nevezett – Nagyszínház alapítása időpontjának, bár első önálló épülete csak négy évvel később készült el. A színház felépítésére Uruszov herceg társult Michael Maddox (oroszul: Mihail Jegorovics Maddoksz) angol vállalkozóval. Ideiglenesen egy moszkvai előkelőség palotájában szervezték meg színházukat, de az 1780 februárjában leégett. Uruszov ekkor eladta a jogokat társának, aki az építkezést néhány hónap alatt befejezte. Az új színház nyitóelőadását 1780. december 30-án tartották meg.
Az épület nagyjából mai helyén, a később befedett Nyeglinnaja folyó melletti Petrovka utcában állt, ezért nevezték Petrovkai Színháznak. Vegyesen játszottak benne prózai és zenés darabokat, mindegyiket csak néhány alkalommal, hogy a viszonylag szűk úri közönség minél gyakrabban megtöltse a 800 fős nézőteret. Maddox azonban így is eladósodott és kénytelen volt színházát egy Gyámsági Tanácsnak átadni, megtartva az igazgatói posztot, de 1798-ban erről is le kellett mondania. Színháza 25 évig állt fenn, 1805. október 8-án ugyanis az épület kigyulladt és teljesen kiégett. A társulat három évig magánpalotákban lépett fel, 1808-tól Moszkva egy másik részén, az Arbat téren emelt színházépületben folytatta fellépéseit. Miután Napóleon francia serege 1812. szeptember 2-án elfoglalta Moszkvát, a várossal együtt az arbati faépület is porig égett.
A városközpont újjáépítésének részeként a Nyeglinnaja-folyót befedték. Az új, ötszintes, monumentális épület A. A. Mihajlov és Oszip Bove tervei alapján nagyjából a maddoxi színház helyén, 1821–1824 között épült fel és 1825. január 18-án nyitotta meg kapuit. Előzőleg az igazgatóság bérbe vett egy szomszédos házat, melyet színházzá alakítottak át, ez lett a Petrovkai Malij (Kis-) Színház. A Petrovkai Bolsoj (Nagy-) Színház továbbra is játszott prózai darabokat, de fokozatosan kiszorította azokat az opera és a balett. Bemutatták Mozart, Donizetti, Rossini, a fiatal Verdi operáit, az orosz szerzők közül pedig a pályája csúcsára érkezett A. A. Versztovszkij több alkotását. A balettet a francia Hullin-Sor irányította és képezte a fiatal tehetségeket, köztük Jekatyerina Szankovszkaját, aki hamarosan a színház vezető balerinája lett.

### A 19. század második fele

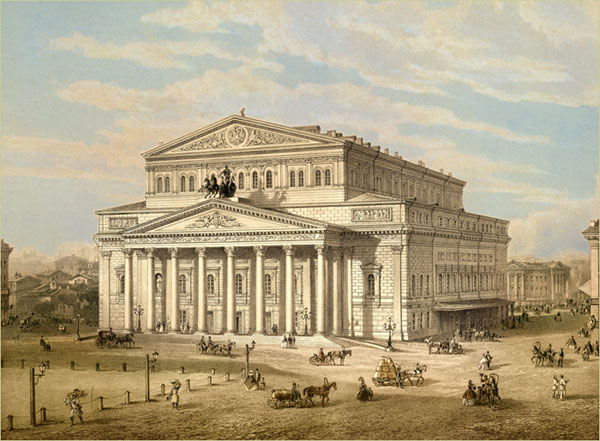
A színház a 19. század közepén (metszet)

28 évvel a megnyitó után, 1853 márciusában ez az épület is tűzvész áldozata lett, csak a külső falak és a főbejárat oszlopai maradtak meg belőle.
Az újjáépítésére kiírt pályázatot egy szentpétervári zeneszerző–karmester fia, Albert Katyerinovics Kavosz nyerte meg. Tervei alapján az építkezés 1855 tavaszán kezdődött és 16 hónap múltán fejeződött be. A külső falakat meghagyták, de az épület magasabb, a színpad szélesebb lett, zenekari árkot alakítottak ki és a nézőteret 2150 férőhelyesre bővítették. 1856. augusztus 20-án Bellini Puritánok című operájának előadásával – Bolsoj Tyeatr néven – a színház újra megnyitotta kapuit.
Az új színházhoz nem sokkal a megnyitó után Merelli olasz impresszárió olasz társulatot szerződtetett, mely néhány kiváló külföldi művésszel, olasz és francia operákkal is megismerkedtette a közönséget és a hét öt napján rendre aratta sikereit, (bár Csajkovszkij Merrelliről lesújtó véleménnyel volt), A hét további két napján játszó hazai társulat előadásait inkább érdektelenség kísérte. Az 1870-es évektől ez a helyzet megváltozott. Ekkortól jelentek meg a színház repertoárjában a ma már klasszikusnak számító orosz szerzők művei, mint Csajkovszkij Jevgenyij Anyegin (1881), Muszorgszkij Borisz Godunov (1888), Csajkovszkij Pique Dame (1891), Rimszkij-Korszakov Hópelyhecske (1893), Borogyin Igor herceg (1898) című alkotásai. Az 1870-es évek leghíresebb énekesei A. Alekszandra-Kocsetkova és J. Kadmina, az 1880-as éveké Emilia Pavlovszkaja és a Csajkovszkij által is nagyrabecsült Pavel Hohlov volt.
Gyakran megfordult a Bolsojban az egyébként Szentpéterváron működő neves balettmester, Marius Petipa, nevéhez több sikeres balett bemutatója fűződik (pl. a Don Quijote). Az 1870-es évektől Julius Reisinger irányította a balett társulatot, kevés sikerrel. Az igazi fellendülés a század végén következett be, amikor a társulat tagja lett Adelaida Jury, Vera Caralli, Mihail Mordkin, Jekatyerina Gelcer, Vaszilij Tyihomirov, illetve a klasszikus koreográfiai iskolát realista felfogásban megújító A. A. Gorszkij.

### A 20. század
A 20. század elején vált a Bolsoj nemcsak országos jelentőségű, hanem világhírű kulturális intézménnyé, mind az orosz és az európai operairodalom remekeinek műsorratűzése, mind pedig az operaszínpad olyan kiváló előadóművészei által, mint Fjodor Saljapin (basszus), aki 1899-ben jött a színházhoz, Antonyina Nyezsdanova (koloratúrszoprán) és Leonyid Szobinov (tenor). Erre az időszakra esik Rachmaninov szorosabb kapcsolata a színházzal.

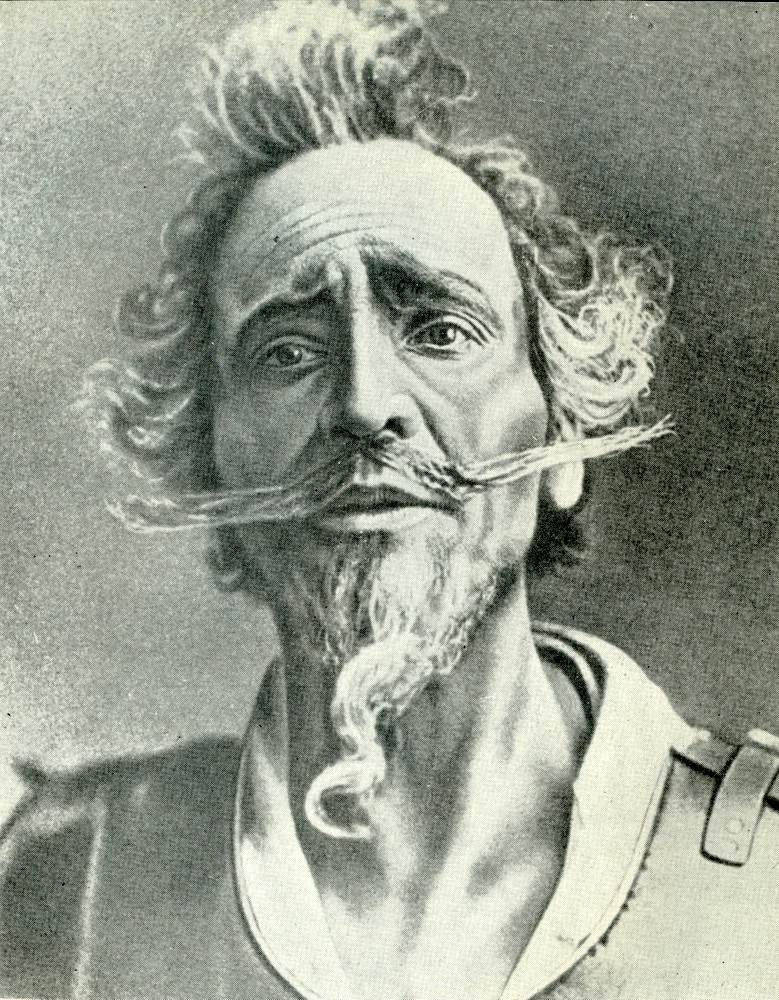
Fjodor Ivanovics Saljapin Jules Massenet Don Quijote c. operájának címszerepében, 1910-ben

Az 1917. évi bolsevik forradalom után válságos évek következtek. Az új hatalom kulturális irányítói közül többen az opera műfajának még a létjogosultságát is megkérdőjelezték, szerintük a „munkáshatalomnak” nincs szüksége az operára. Ez a szélsőséges nézet megbukott, az 1920-as években visszatérhettek a színpadra a klasszikusok, és később a repertoár szovjet balett- (Párizs lángjai, Bahcsiszeráji szökőkút), illetve operaelőadásokkal bővült (Csendes Don, Patyomkin páncélos stb.). Közben kialakult az a gyakorlat, hogy a színház a legnagyobb hivatalos évfordulók, állami díszünnepségek helyszíne is lett.
1941-ben a Moszkvát fenyegető német támadás elől a színházat Kujbisev (ma: Szamara) városába telepítették át, ott folytatták az előadásokat. A moszkvai épület a háború idején bombatalálatot kapott, a sérüléseket az 1943–44-ben helyreállítás során eltüntették. A klasszikus darabok mellett a színház repertoárja új szerzők, köztük Prokofjev és Hacsaturján műveivel bővült, az 1960-as évek után pedig megjelentek színpadán az akkori ún. baráti országok, köztük Magyarország szerzőinek darabjai is.
A színház 20. századi művészei közül sokan világhírre tettek szert, az operaénekesek közül például:
- Galina Visnyevszkaja ( szoprán; 1952-től 1974-ben történt külföldre távozásáig)
- Irina Arhipova (mezzoszoprán)
- Ivan Kozlovszkij (tenor)
- Szeregej Lemesev (tenor; 1931-től 25 éven át)
- Jevgenyij Nyesztyerenko (basszus)

valamint a 20. századi orosz balett számos kiemelkedő képviselője, mint
- Olga Lepesinszkaja
- Maja Pliszeckaja
- Galina Ulanova
- Pjotr Guszev

## A 21. század eleje
Az épület régóta esedékes teljes felújítás miatt a színházat 2005 júliusában bezárták, az előadásokat egy kisebb színházba helyezték át. A színházépület átadásának határidejét többször módosították. A felújítási és korszerűsítési munkák befejeztével a régi épületben 2011. október 28-án újra megnyitotta kapuit a Moszkvai Nagyszínház.
Mihail Misusztyin miniszterelnök 2023. december 1-jén kelt rendeletével Valerij Gergijevet kinevezte a Moszkvai Nagyszínház igazgatójának. Vlagyimir Urin korábbi főigazgatót, aki 2013 óta vezette az intézményt, és megbizatása 2027-ig szólt, saját kérésére felmentették.